# Kormorane
Die Kormorane (Phalacrocoracidae) sind eine Familie aus der Ordnung Suliformes. Es handelt sich um mittelgroße bis große Wasservögel, die in Kolonien brüten und mit über 40 Arten weltweit verbreitet sind. Tragen die Vögel einen Federschopf, werden sie als „Scharben“, sonst als „Kormorane“ bezeichnet, doch entspricht diese Einteilung nicht den tatsächlichen Verwandtschaftsverhältnissen. Im Volksmund heißen diese Vögel auch „Seeraben“, „Meerraben“ oder „Wasserraben“; der Name Kormoran ist entsprechend aus dem lateinischen „corvus marinus“ („Meerrabe“) abgeleitet.

## Merkmale

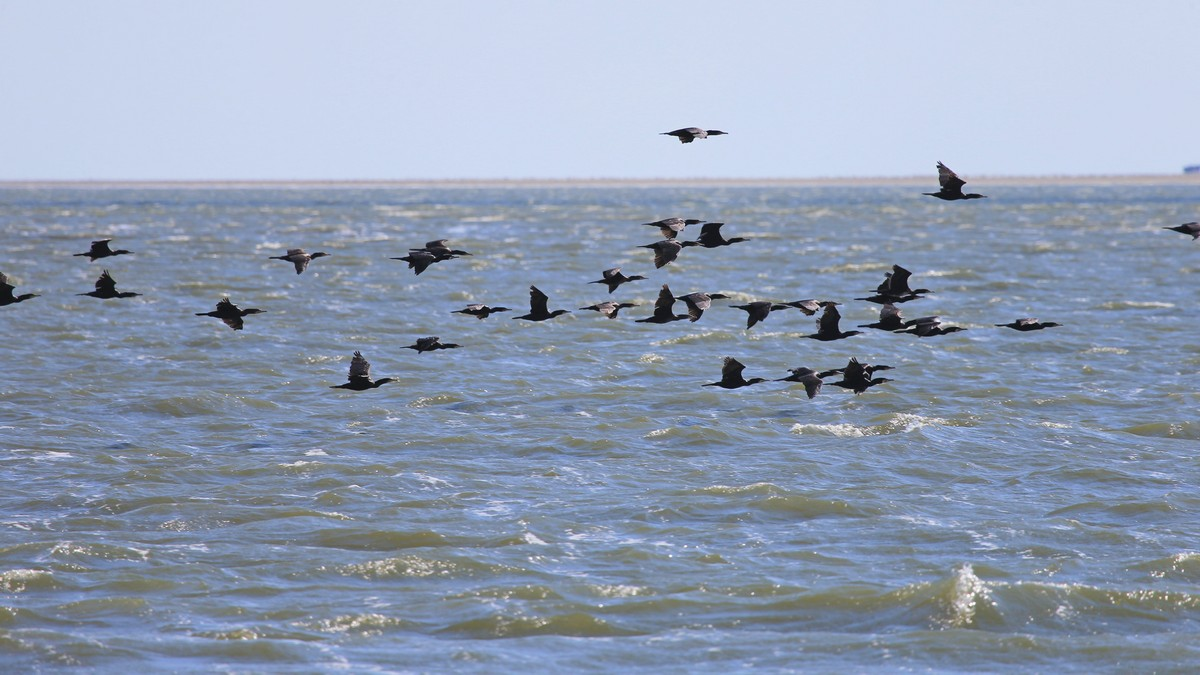
Kormorane im Greifswalder Bodden

Kormorane sind mittelgroße bis große, schwer gebaute Wasservögel. Ihre Körperlänge variiert zwischen 0,45 und 1,0 m, das Gewicht zwischen 360 und 2800 g (bei der Galapagosscharbe bis 4000 Gramm). Es gibt zwei Färbungstypen: Eine Reihe von Arten ist einfarbig schwarz oder dunkelbraun, wobei das Gefieder oft, insbesondere während der Brutzeit, metallisch glänzt. Bei der zweiten Färbungsvariante ist nur die Oberseite dunkel, die Unterseite aber weiß. Zweifarbige Arten sind auf der Südhalbkugel verbreiteter, weitgehend einfarbige auf der Nordhalbkugel. Manchmal kommen beide Färbungsvarianten innerhalb einer Art vor, beispielsweise bei der Kräuselscharbe und der Stewartscharbe, die jeweils ein- und zweifarbige Morphen aufweisen. Einen auffälligen Geschlechtsdimorphismus gibt es nicht; allerdings sind Männchen im Schnitt größer und schwerer als Weibchen.
Im Jugendgefieder sind Kormorane graubraun, wobei die Unterseite etwas blasser sein kann. Bei zweifarbigen Arten zeigen bereits juvenile Individuen eine entsprechende Verteilung von helleren und dunkleren Brauntönen, die aber noch nicht so deutlich voneinander abgesetzt sind.
Zur Brutzeit nehmen die unbefiederten Hautpartien an der Kehle und im Gesicht sowie der Schnabel oft leuchtende, meist rote oder orange Farben an. Ist ein Schopf oder eine Haube vorhanden, sind diese im Prachtkleid ebenso wie eventuelle Schmuckfedern an anderen Körperpartien deutlich verlängert. Oft wird zudem die gesamte Gefiederfarbe glänzender und kräftiger.
Kormorane haben einen langen Hals und einen ziemlich langen, keilförmigen Schwanz. Wie alle Vögel der Ordnung Suliformes haben sie einen dehnbaren Kehlsack, in dem Fische vor dem Schlucken verwahrt werden können. Der Schnabel ist lang, relativ hoch und an der Spitze scharf hakenförmig gebogen. Die Nasenöffnungen sind verwachsen. Die Beine setzen weit hinten am Körper an und ermöglichen an Land nur einen unbeholfen wirkenden, watschelnden oder hüpfenden Gang. Die Füße sind vierzehig und mit Schwimmhäuten versehen, wie es für die Suliformes typisch ist.
Im Wasser bewegen sich Kormorane sehr gewandt, wobei die kräftigen Füße als Antrieb genutzt werden. Beim Tauchen werden beide Beine gleichzeitig und parallel als Paddel eingesetzt. Die Flügel sind dabei meist dicht am Körper angelegt. Der Schwanz dient als Ruder. Das dichte, wenig pneumatisierte Skelett ist wesentlich schwerer als das der verwandten Pelikane. Das verringert den Auftrieb. So können Kormorane schnell und mit geringem Energieaufwand größere Tiefen erreichen. Tauchgänge dauern für gewöhnlich 20 bis 40 Sekunden. Die längste gesicherte Tauchdauer betrug 95 Sekunden bei einer Krähenscharbe. Die Tauchtiefen sind bei den Arten sehr unterschiedlich; viele kleine Arten gehen nicht tiefer als 10 Meter, während die Macquarie- und die Pinselscharbe bis zu 50 Meter tief tauchen können.
Die Flügel sind relativ kurz, leicht gerundet und werden im Flug im Handgelenk meist stark gewinkelt. Die Flügelschläge sind kräftig und fördernd; Kormorane können nur unter günstigen Bedingungen aufkreisen und gleiten. Die Fluggeschwindigkeit kann bis zu 80 km/h betragen. Zum Auffliegen müssen Kormorane eine lange Strecke über die Wasseroberfläche laufen, ehe sie abheben können. Die Landung erfolgt aufrecht, mit gefächertem Schwanz und vorgestreckten Füßen. Kormorane landen auch geschickt am Boden, auf Ästen oder Felsklippen.
Die Flügelspannweite beträgt bei den flugfähigen Arten 80 bis 160 Zentimeter. Eine Art, die Galapagosscharbe, ist flugunfähig; ihre Flügel sind stark reduziert.

## Verbreitung und Lebensraum

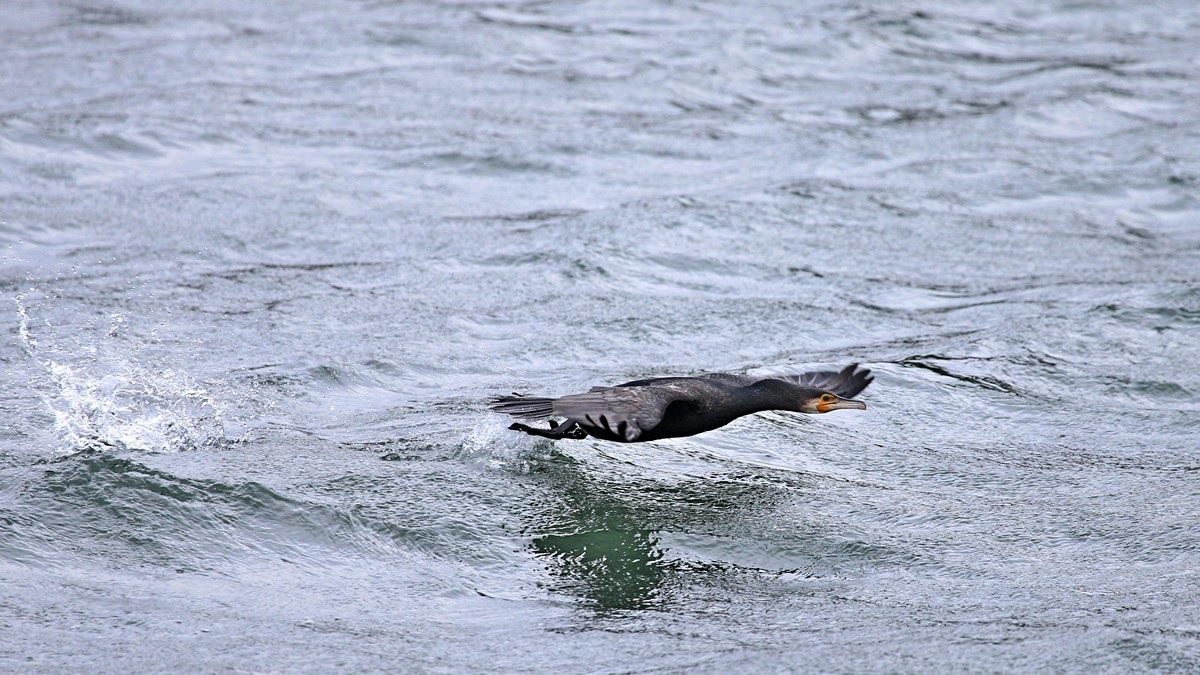
Kormoran in der Müritz

Kormorane sind auf allen Kontinenten außer der Antarktika verbreitet. Die größte Artenvielfalt besteht in den Tropen und in der südlichen gemäßigten Zone. Kormorane fehlen in Zentral- und Nordasien, in weiten Teilen Kanadas und in kontinentalen, ariden Großregionen.
Unter den Kormoranen gibt es viele Endemiten, die ausschließlich auf kleinen Inseln vorkommen, darunter die Galapagosscharbe, der Sokotrakormoran und die Chathamscharbe; auf vielen subantarktischen Inseln gibt es weitere Beispiele. Andere Arten haben hingegen extrem große Verbreitungsgebiete; so ist der Gemeine Kormoran beinahe ein Kosmopolit.
Man findet sie sowohl an Meeresküsten als auch an Binnengewässern. Manche Arten leben ausschließlich im Binnenland, andere ausschließlich an Küsten und weitere haben beide Lebensräume gleichermaßen besiedelt. Die küstenbewohnenden Arten finden sich stets in der Nähe des Festlands und niemals auf dem offenen Meer. Im Binnenland bevorzugen die meisten Arten ebene Gegenden; eine bemerkenswerte Ausnahme ist hier die Olivenscharbe, die in den Anden selbst noch an Seen in 5000 Metern Höhe lebt.
Die meisten Kormorane sind Standvögel, manche sind Strichvögel und nur wenige Zugvögel. Vor allem die Kormorane der kalt-gemäßigten Zonen der Nordhalbkugel ziehen im Winter oft südwärts; so ist der Gemeine Kormoran ein Teilzieher.

## Lebensweise

### Aktivität und Komfortverhalten

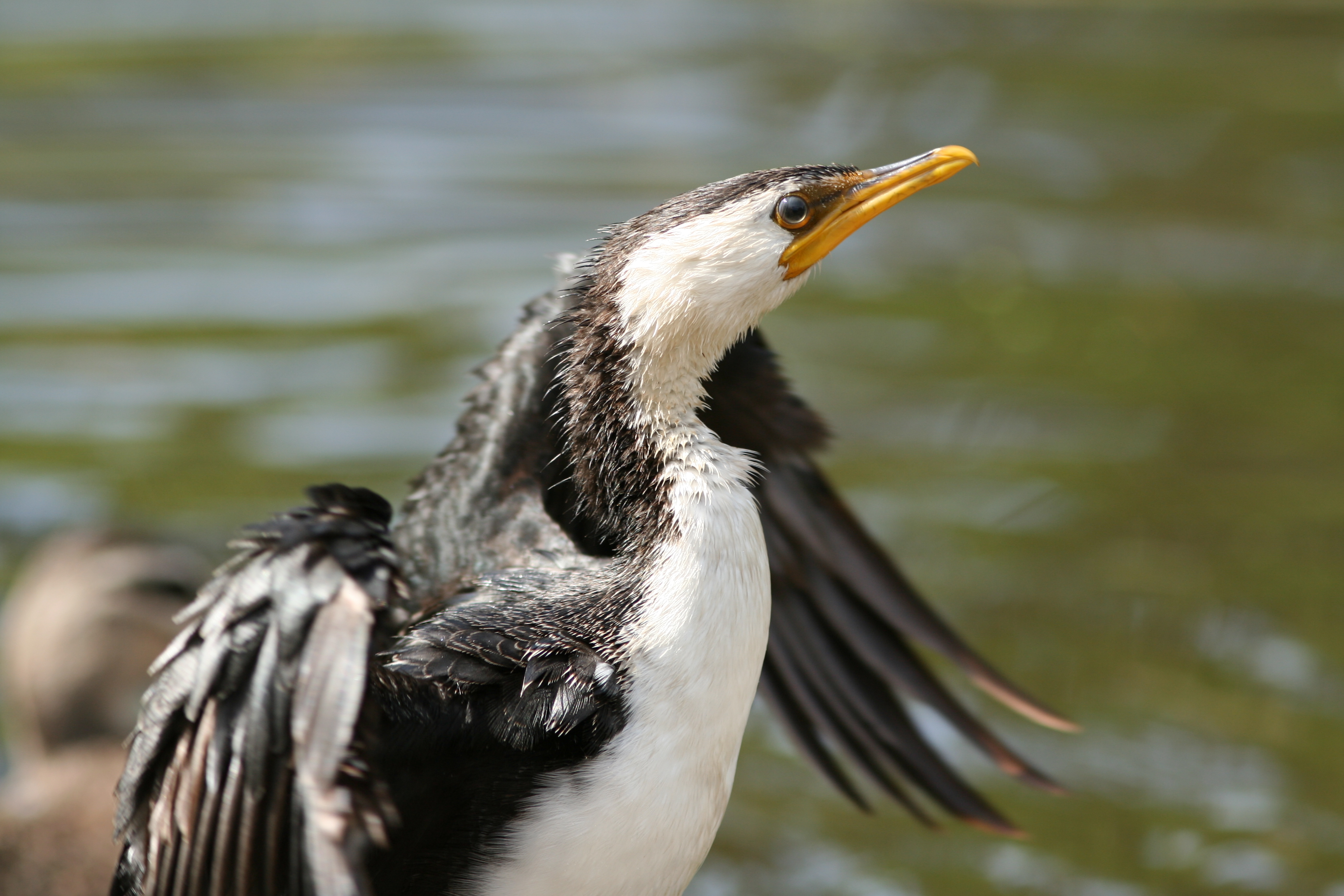
Kräuselscharbe mit ausgebreiteten Flügeln (Trocknen des Gefieders)

Alle Kormorane sind tagaktiv und gehen nur zur Nahrungssuche ins Wasser; im Gegensatz zu vielen anderen Wasservögeln ruhen sie nicht auf dem Wasser, sondern stets auf dem Land. Hier suchen sie sich erhöhte Plätze wie Felsen, Äste oder Zaunpfähle, bei den küstenbewohnenden Arten oft auch Vorsprünge in steilen Klippen; manche Arten rasten auch auf Bäumen oder Hochspannungsleitungen.
Regelmäßig fetten Kormorane ihr Gefieder mit dem Sekret der Bürzeldrüse ein. Die oft verbreitete Behauptung, dass Kormorane keine Bürzeldrüse hätten, ist unwahr. Dennoch nehmen die Federn aufgrund ihrer Struktur Wasser auf, was den Auftrieb weiter verringert.
Wenn Kormorane das Wasser verlassen und einen Ruheplatz aufgesucht haben, schütteln sie zunächst ihr Gefieder. Dann breiten sie die Flügel aus und bleiben regungslos sitzen. Während einst zahlreiche Theorien entworfen wurden, welchen Zweck das Flügelspreizen erfüllt, gehen die Experten heute überwiegend davon aus, dass es den alleinigen Zweck hat, die nassen Gefiederteile schneller trocknen zu lassen. Nur bei den in polaren Regionen lebenden Arten findet man dieses Verhalten nicht, da es zu einem zu starken Verlust der Körperwärme führen würde.

### Ernährung
Die Vertreter dieser Familie sind in erster Linie Fischfresser. Manche Arten ernähren sich zusätzlich von weiteren Wassertieren wie Kopffüßern, Schnecken, Muscheln, Krebstieren und Würmern sowie (selten) Amphibien und Reptilien. Nur bei der Heardscharbe machen Wirbellose den Hauptanteil an der Nahrung aus, alle anderen Arten ernähren sich zu mindestens 50 Prozent von Fisch, viele sogar ausschließlich. Meistens werden kleine Fische zwischen 5 und 25 Zentimeter Länge erbeutet, nur selten auch größere bis zu 60 Zentimeter. Unverdauliche Teile wie Gräten und Schuppen werden einmal täglich als Gewölle ausgewürgt.
Zur Jagd tauchen Kormorane von der Oberfläche geradlinig nach unten oder mit einem kleinen Kopfsprung vorwärts. Die Beute wird dann aktiv verfolgt, mit dem Schnabel erbeutet und zur Oberfläche gebracht. Gewöhnlich erfolgt die Fischjagd allein, doch manche Arten (zum Beispiel die Schwarzgesichtscharbe) finden sich hierzu in Gruppen zusammen, die die Fische zunächst einkreisen.

### Fortpflanzung und Entwicklung

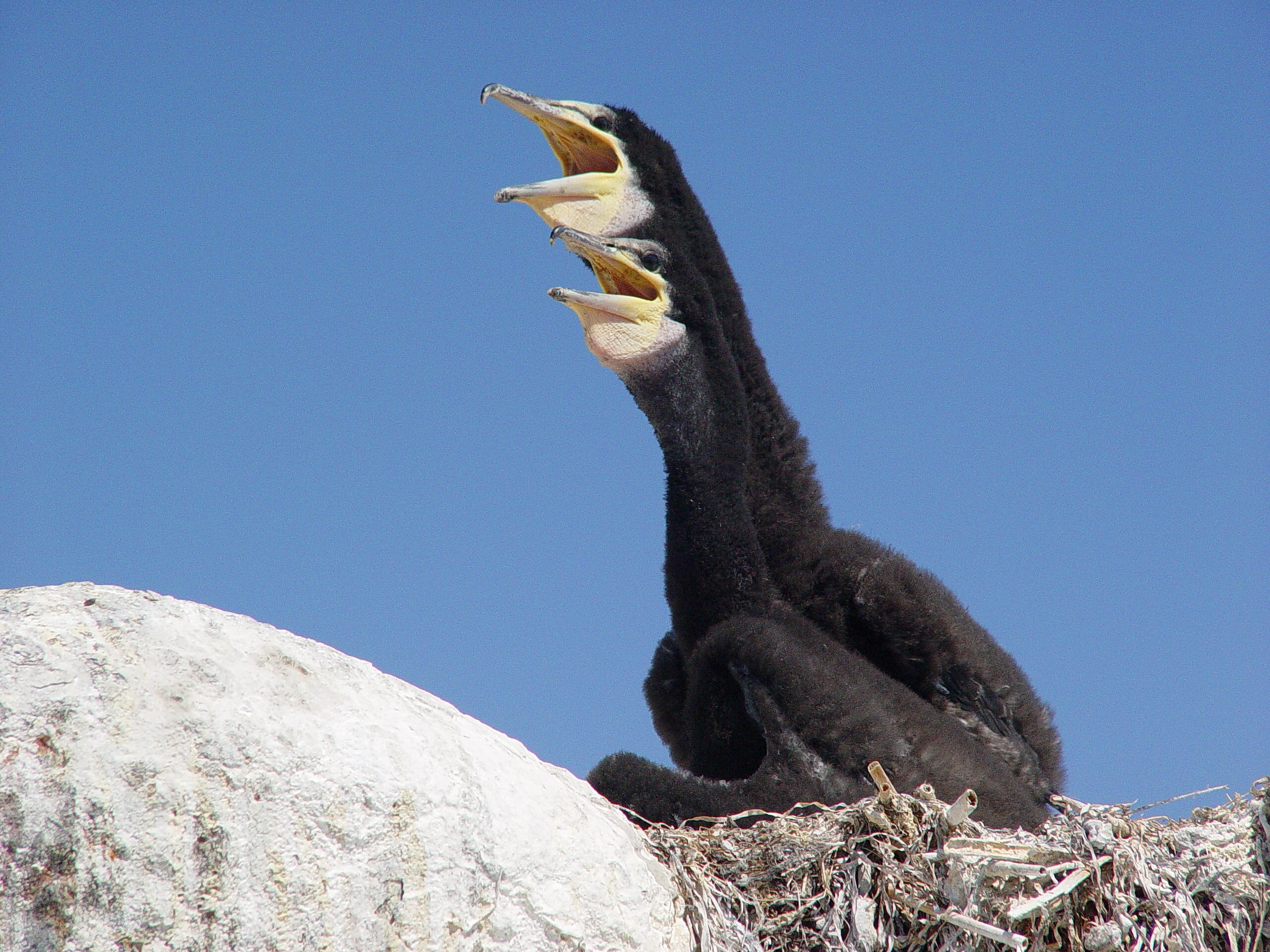
Junge Kormorane

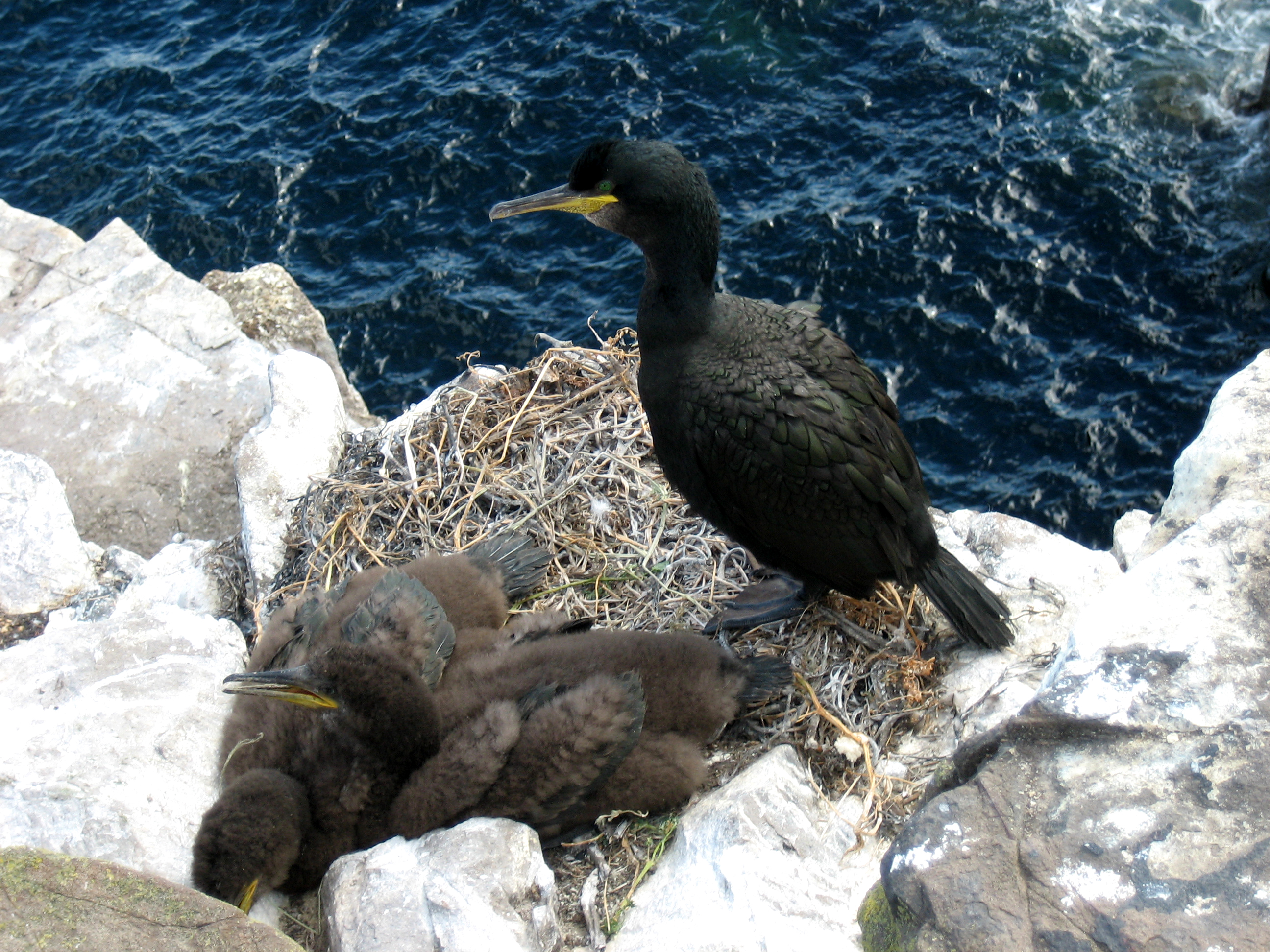
Krähenscharbe

Kormorane nisten gewöhnlich in Kolonien, deren Größe je nach Art von unter 10 bis zu Hunderttausenden Paaren reichen kann. Oft sind die Kormorane vergesellschaftet mit anderen Wasservögeln wie Tölpeln, Reihern oder Ibissen, oder mit weiteren Kormoranarten. Jährlich findet eine Brut statt.
Der Nistplatz wird durch das Männchen gewählt. Dies kann ein Vorsprung einer Klippe, ein Platz an der Meeresküste, in einem Baum oder einem Strauch sein – die Ansprüche sind von Art zu Art verschieden. Mit typischen Balzgebärden wie Flügelschlagen oder Präsentieren der leuchtend gefärbten Kehle versucht das Männchen, ein Weibchen anzulocken. Ein Weibchen, das sich zum balzenden Männchen gesellt, wird entweder verscheucht oder als Partner akzeptiert. Gelegentlich ist dies derselbe Partner wie im Vorjahr, meistens wird der Partner jedoch jährlich gewechselt.
Das Nest wird gemeinsam gebaut. Bei manchen Arten besteht es nur aus einer Kuhle im Sand, Kies oder Guano. Die meisten Arten bauen aber ein komplexes Nest aus Ästen oder Algen, die mit Schlamm oder Exkrementen zusammengehalten werden. Manchmal wird das Nest des Vorjahres wieder genutzt und kann durch die jährliche Erweiterung eine beträchtliche Größe erreichen. Die direkte Umgebung des Nests wird gegen Eindringlinge verteidigt; da die Nester in den großen Kolonien oft sehr dicht stehen, beginnt ein Vogel erst mit Drohgebärden, wenn ein anderer in Reichweite gelangt, also mit vorgestrecktem Kopf vom Nest aus erreichbar ist. Ein Schütteln des Kopfes mit gestrecktem Hals und offenem Schnabel ist die typische Drohgebärde; lässt sich der Eindringling hiervon nicht abschrecken, wird er mit Schnabelhieben attackiert.
Das Weibchen legt zwei bis drei (selten vier) Eier, die 23 bis 35 Tage bebrütet werden. Die Jungen sind zunächst nackt und hilflos und tragen erst nach einer Woche ein Dunenkleid. Sie schlüpfen in größeren Abständen; das zuletzt geschlüpfte Junge ist meist nicht kräftig genug, sich bei der Fütterung gegen die älteren Geschwister zu behaupten und stirbt fast immer nach wenigen Tagen. Auch bei drei Jungen kommt oft nur das älteste durch, obwohl es auch seltene Fälle geben kann, in denen alle drei flügge werden. Gefüttert werden die Jungvögel zunächst mit vorverdauter und ausgewürgter flüssiger Nahrung. Die Elternvögel sorgen gemeinsam für die Fütterung, das weitere Bebrüten und den Schutz der Jungen.
Sind die Jungen älter, stecken sie den Kopf selbst in den Kehlsack des Altvogels, um an dort verwahrte Beute zu kommen. Die Jungen wachsen schnell und werden je nach Art nach 30 bis 80 Tagen flügge; der Durchschnittswert liegt bei 50 Tagen. Haben die Jungen das Nest verlassen, sammeln sie sich meistens in „Kindergärten“. Hier werden sie weiterhin gefüttert, was zwei bis vier Monate währen kann, ehe sie völlig selbständig sind.
Die Lebensdauer von Kormoranen beträgt selten mehr als zehn bis fünfzehn Jahre, die großen Arten haben aber ein potenzielles Höchstalter von dreißig Jahren.

## Stammesgeschichte
Fossile Kormorane sind seit dem Miozän (23,03 bis 5,33 Mio. Jahre) überliefert. Die fossilen Arten sind den rezenten sehr ähnlich. Aus dem Miozän sind beispielsweise Nectornis miocaenus und Phalacrocorax littoralis überliefert, beide aus Europa. Aus dem Pliozän (5,33 bis 1,8 Mio. Jahre) ist mit der Krähenscharbe bereits eine heute noch lebende Art bekannt. Der Gemeine Kormoran ist fossil seit dem Pleistozän (1,8 Mio. bis 11.500 Jahre) bekannt.
Nahe Verwandte der Kormorane waren die Plotopteridae, pinguinähnliche Vögel, die vom Eozän (55,8 bis 33,9 Mio. Jahre) bis zum Miozän an nordpazifischen Küsten lebten.

## Systematik

### Äußere Systematik

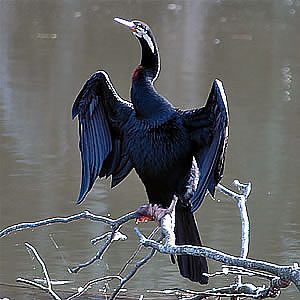
Männlicher Austral-Schlangenhalsvogel

Die Kormorane bilden eine Familie innerhalb der Suliformes. Die wahrscheinlichen verwandtschaftlichen Verhältnisse gibt folgendes Kladogramm wieder:
|  | Tölpel (Sulidae)                                                                                  |
|  |                                                                                                   |
|  | \| \| Schlangenhalsvögel (Anhingidae) \| \| \| \| \| \| Kormorane (Phalacrocoracidae) \| \| \| \| |
|  |                                                                                                   |
|  | Schlangenhalsvögel (Anhingidae)                                                                   |
|  |                                                                                                   |
|  | Kormorane (Phalacrocoracidae)                                                                     |
|  |                                                                                                   |

|  | Schlangenhalsvögel (Anhingidae) |
|  |                                 |
|  | Kormorane (Phalacrocoracidae)   |
|  |                                 |

|  | Tölpel (Sulidae)                                                                                  |
|  |                                                                                                   |
|  | \| \| Schlangenhalsvögel (Anhingidae) \| \| \| \| \| \| Kormorane (Phalacrocoracidae) \| \| \| \| |
|  |                                                                                                   |
|  | Schlangenhalsvögel (Anhingidae)                                                                   |
|  |                                                                                                   |
|  | Kormorane (Phalacrocoracidae)                                                                     |
|  |                                                                                                   |

|  | Schlangenhalsvögel (Anhingidae) |
|  |                                 |
|  | Kormorane (Phalacrocoracidae)   |
|  |                                 |

Die nächsten Verwandten der Kormorane sind die Schlangenhalsvögel, die von manchen Zoologen als Unterfamilie zu den Kormoranen gestellt werden. Diese sind gestaltlich und vor allem in der Brutbiologie den Kormoranen sehr ähnlich, unterscheiden sich von diesen aber durch einen extrem verlängerten Hals und Schnabel und eine lauernde Fischfangtechnik, die eher an die der Reiher erinnert.

### Innere Systematik
Je nach Lehrmeinung umfasst die Familie der Kormorane zwischen 26 und 43 Arten. Vor allem bei vielen Arten der Subantarktis ist oft umstritten, ob sie als Art oder als Unterart angesehen werden sollten. Selbst nach der konservativen Sichtweise mit 26 Arten wären die Kormorane die größte Familie der Suliformes, die mehr als die Hälfte der Arten dieser Ordnung enthält. In der folgenden Aufstellung sind die 41 in der IOC World Bird List aufgeführten Arten zusammengestellt, die gegenwärtig sieben Gattungen zugeordnet werden.
- Gattung Afrocarbo (2 Arten)[6]

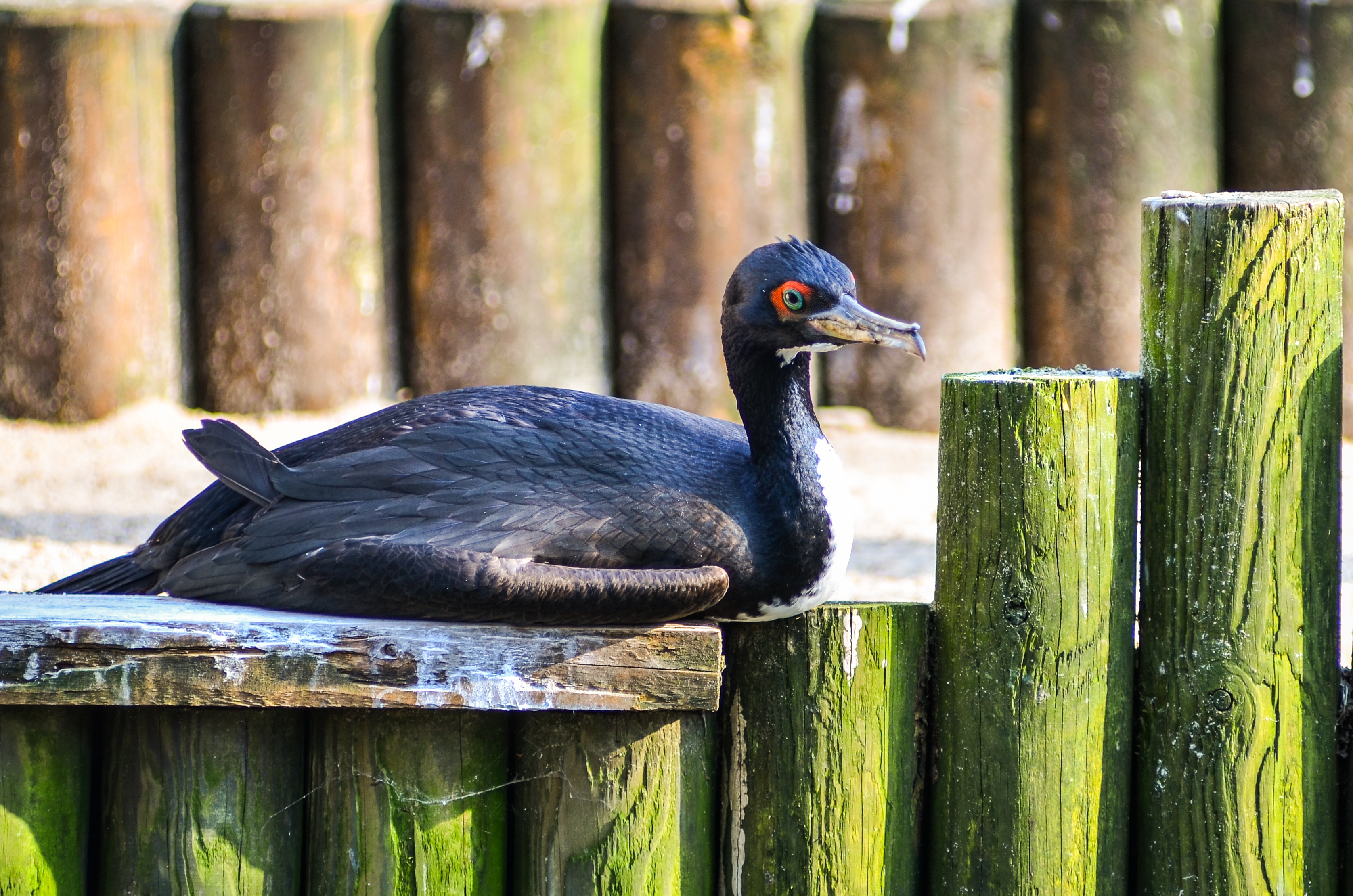
Guanoscharbe (Leucocarbo bougainvillii)

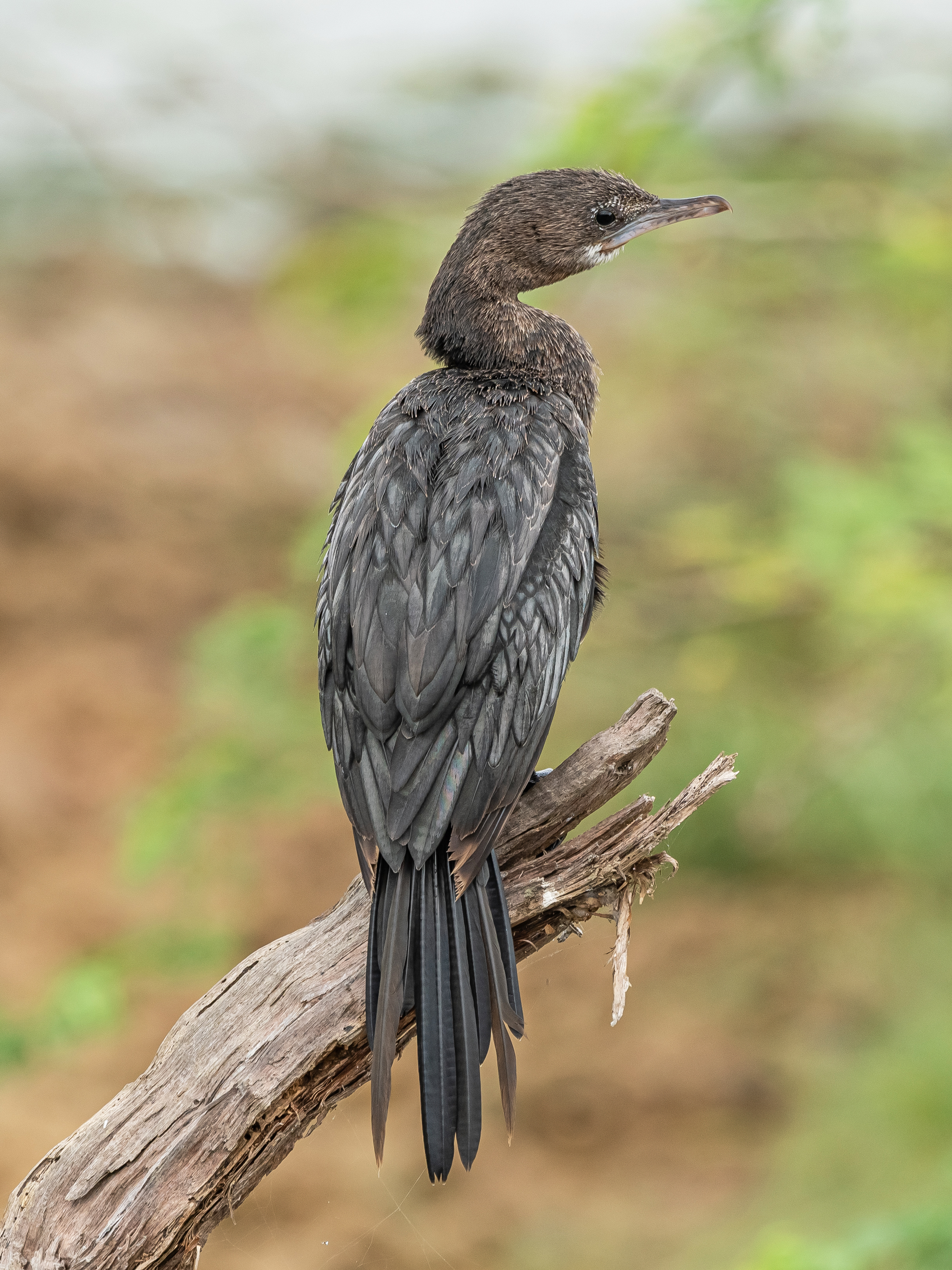
Kleinscharbe (Microcarbo niger)

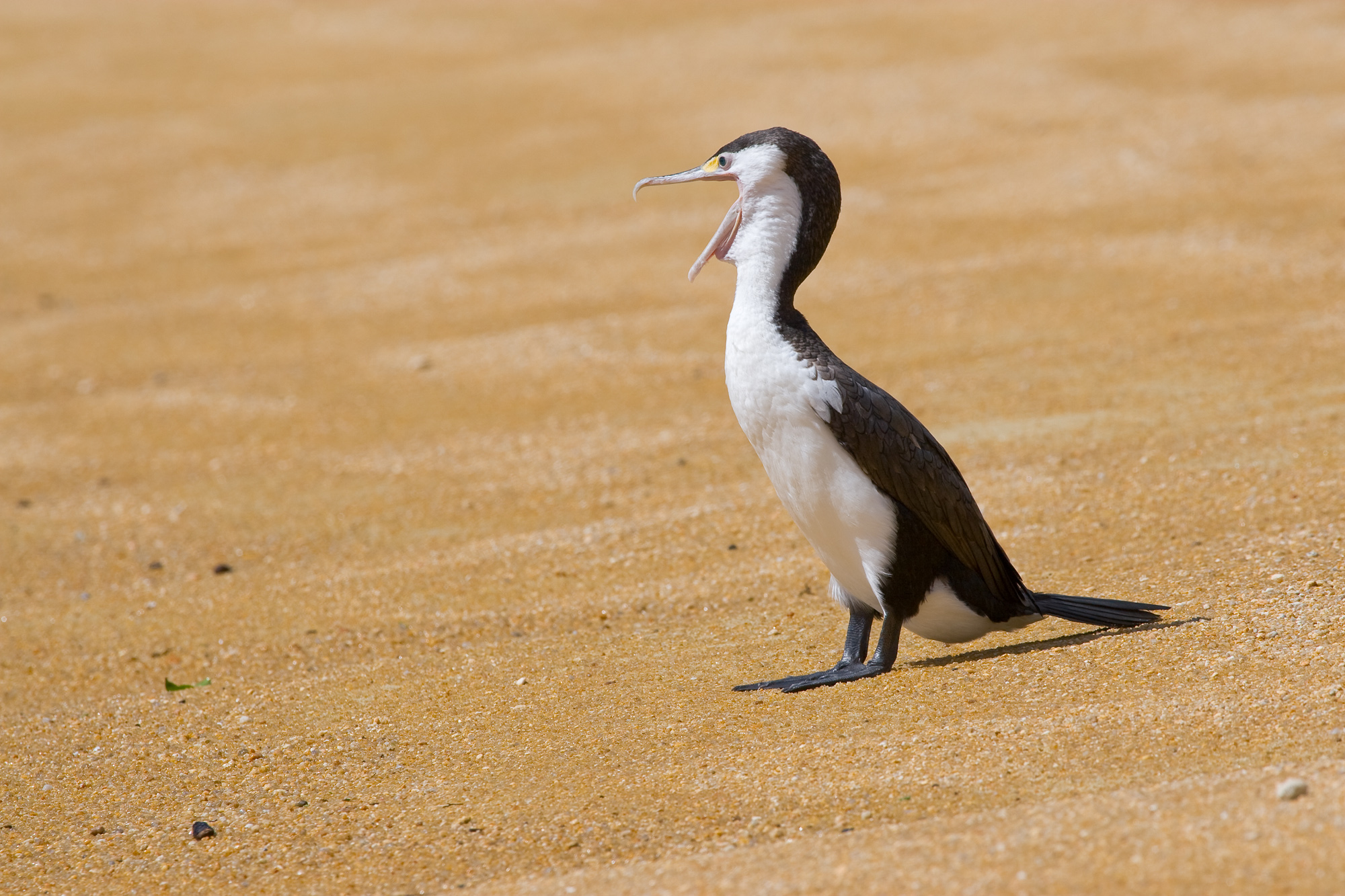
Elsterscharbe (Phalacrocorax varius)

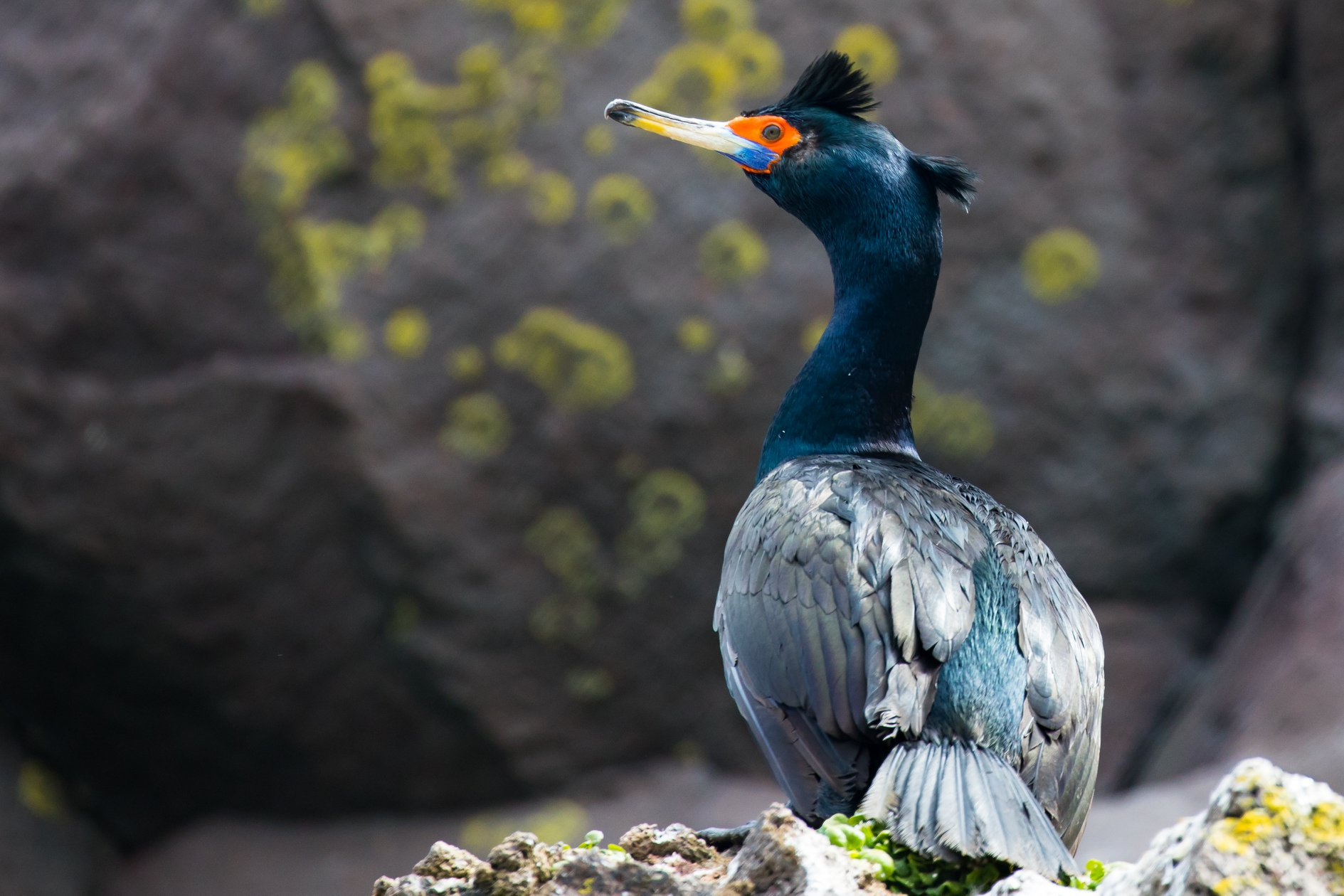
Rotgesichtscharbe (Urile urile)

  - Riedscharbe (Afrocarbo africanus)
  - Kronenscharbe (Afrocarbo coronatus)

- Gattung Gulosus (1 Art)
  - Krähenscharbe (Gulosus aristotelis)

- Gattung Leucocarbo (17 Arten)
  - Blauaugenscharbe (Leucocarbo atriceps)
  - Guanokormoran (Leucocarbo bougainvillii)
  - Antarktikscharbe (Leucocarbo bransfieldensis)
  - Campbellscharbe (Leucocarbo campbelli)
  - Warzenscharbe (Leucocarbo carunculatus)
  - Otagoscharbe (Leucocarbo chalconotus)
  - Aucklandscharbe (Leucocarbo colensoi)
  - Südgeorgienscharbe (Leucocarbo georgianus)
  - Felsenscharbe (Leucocarbo magellanicus)
  - Crozetscharbe (Leucocarbo melanogenis)
  - Heardscharbe (Leucocarbo nivalis)
  - Chathamscharbe (Leucocarbo onslowi)
  - Macquariescharbe (Leucocarbo purpurascens)
  - Bountyscharbe (Leucocarbo ranfurlyi)
  - † Leucocarbo septentrionalis[7]
  - Stewartscharbe (Leucocarbo stewarti)[8]
  - Kerguelenscharbe (Leucocarbo verrucosus)

- Gattung Microcarbo (3 Arten)
  - Kräuselscharbe (Microcarbo melanoleucos)
  - Kleinscharbe (Microcarbo niger)
  - Zwergscharbe (Microcarbo pygmeus)

- Gattung Nannopterum (3 Arten)
  - Ohrenscharbe (Nannopterum auritum)
  - Olivenscharbe (Nannopterum brasilianum)
  - Galapagosscharbe (Nannopterum harrisi)

- Gattung Phalacrocorax (12 Arten)
  - Kapscharbe (Phalacrocorax capensis)
  - Japankormoran (Phalacrocorax capillatus)
  - Kormoran (Phalacrocorax carbo)
  - Pittscharbe (Phalacrocorax featherstoni)
  - Schwarzgesichtscharbe (Phalacrocorax fuscescens)
  - Braunwangenscharbe (Phalacrocorax fuscicollis)
  - Weißbrustkormoran (Phalacrocorax lucidus)
  - Küstenscharbe (Phalacrocorax neglectus)
  - Sokotrakormoran (Phalacrocorax nigrogularis)
  - Tüpfelscharbe (Phalacrocorax punctatus)
  - Schwarzscharbe (Phalacrocorax sulcirostris)
  - Elsterscharbe (Phalacrocorax varius)

- Gattung Poikilocarbo (1 Art)
  - Buntscharbe (Poikilocarbo gaimardi)

- Gattung Urile (4 Arten)
  - Meerscharbe (Urile pelagicus)
  - Pinselscharbe (Urile penicillatus)
  - † Brillenkormoran (Urile perspicillatus)
  - Rotgesichtscharbe (Urile urile)

## Menschen und Kormorane

### Nutzung

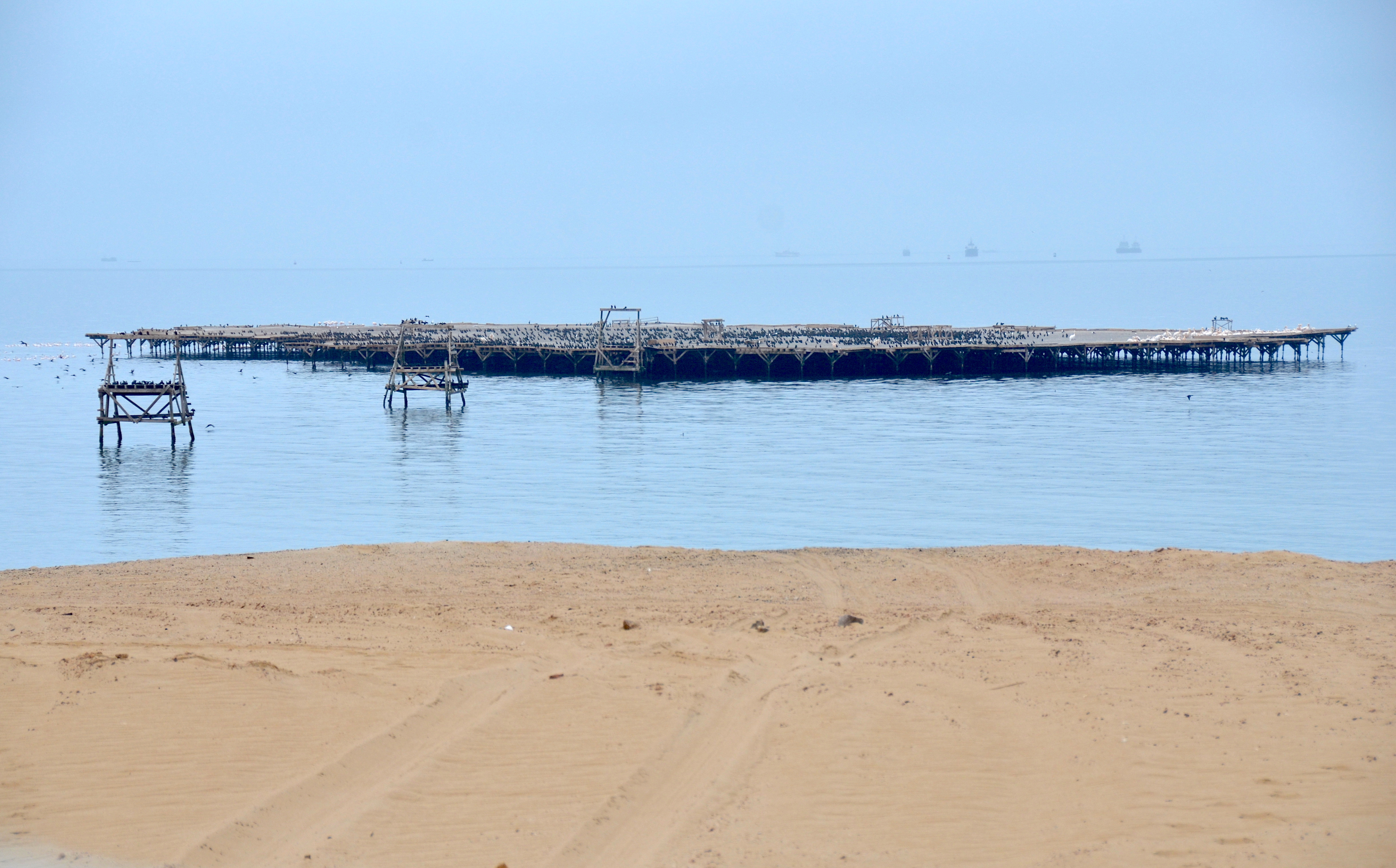
Guano-Insel bei Walvis Bay in Namibia

Die wichtigste Nutzung ist der Abbau des Kormorankots, des Guanos, als natürlicher Dünger; der Guanokormoran verdankt dieser Tatsache seinen Namen. Große Kolonien produzieren über die Jahre Unmengen von Guano, der, da er aus den Resten der Fischmahlzeiten besteht, reich an für das Pflanzenwachstum wichtigen Elementen wie Stickstoff und Phosphor ist. Schon die Inka und andere südamerikanische Völker nutzten den Guano zur Steigerung des Ertrags in der Landwirtschaft. Als die Spanier die Herrschaft übernahmen, ging das Wissen der indianischen Völker um die Naturschätze verloren, und erst im 18. Jahrhundert begann die Nutzung von Vogelkot als Dünger von neuem. Vor allem von der Westküste Südamerikas wurden in der Mitte des 19. Jahrhunderts mehrere Millionen Tonnen Guano nach Europa abtransportiert. Nicht nur Kormorane, sondern auch Tölpel und Pelikane produzierten den wertvollen Guano und wurden ebenfalls Opfer des intensiven Abbaus. Da nicht nur der Guano geborgen wurde, sondern auch Eier und Vögel zur Ernährung der Arbeiter herhielten, brachen die Bestände beinahe vollständig zusammen. Ab 1909 wurde in Peru der unkontrollierte Guano-Abbau gestoppt. Die Bestände konnten sich erholen, vor allem nachdem als Folge der Entwicklung der Ammoniaksynthese durch Fritz Haber im Jahre 1908, wodurch die Voraussetzung zur industriellen Herstellung von Kunstdünger geschaffen wurde, die Nachfrage nach Guano zurückging. Heute wird Guano in Peru nur noch außerhalb der Brutzeit abgebaut.
In geringerem Umfang spielte und spielt der Abbau von Guano auch an der Westküste Südafrikas eine wirtschaftliche Rolle.
Der Mensch hat sich in der Vergangenheit die Fischfangfähigkeiten des Kormorans zu Nutze gemacht. In Europa, China und Japan wurde Fischfang mit Hilfe von Kormoranen betrieben („Kormoranfischerei“). Diese traditionelle Form des Fischfangs kann in Japan noch beobachtet werden, wo sie aber fast ausschließlich als Touristenattraktion vorgeführt wird. Dem Kormoran wird ein Ring oder ein Band um den Hals gelegt, damit er die Fische nicht schlucken kann. Nach einigen Tauchgängen wird das Halsband entfernt, um den Vögeln das Fressen wieder zu ermöglichen.
Fleisch und Eier wurden weltweit vor allem von Fischern gegessen. Diese Nutzung stand vor allem in früheren Jahrhunderten im Vordergrund. So wurden die Kolonien der Ohrenscharbe an den Küsten Neuenglands und Neufundlands im 17. Jahrhundert von den dort ansässigen Siedlern zu diesem Zweck genutzt. Die Eskimos nutzen die Häute der Meerscharben zur Herstellung von Kleidung.

### Bedrohung und Schutz

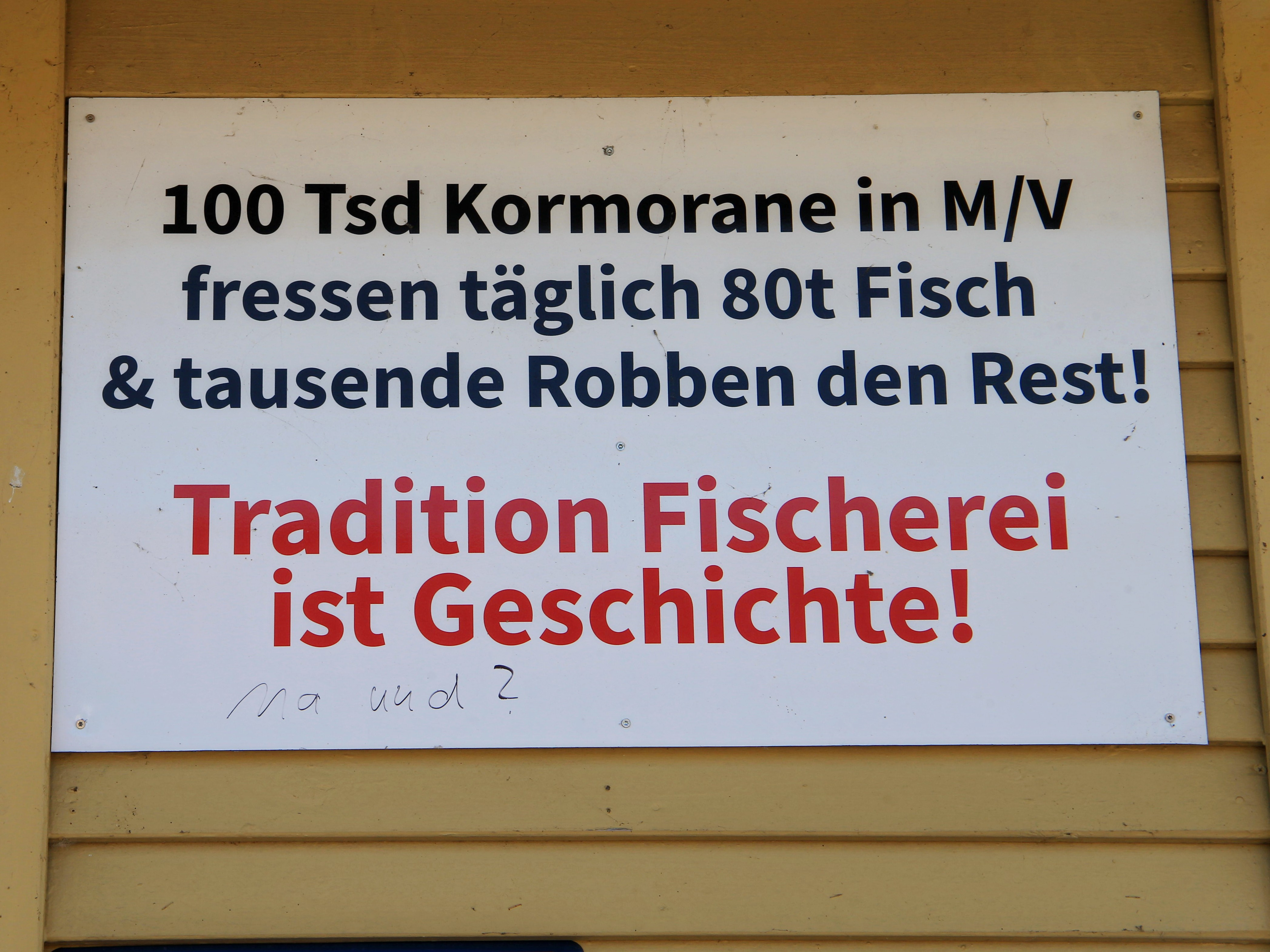
Fischerbetrieb in Vorpommern

Neben der direkten Nachstellung durch den Menschen und der Ölverseuchung der Meere gibt es für die verschiedenen Kormoranarten vor allem folgende Gefährdungsursachen: Verwilderte Haustiere, die auf ehemals raubtierfreien Inseln eingeschleppt wurden und Eier und Jungtiere fressen; Gewässervergiftung mit Quecksilber, DDT und anderes; Schwankungen der Meeresströmungen, El-Niño-Phänomen; Überfischung von Meeren und Binnengewässern und damit Entzug der Nahrungsgrundlage.
Eine Art ist bereits ausgestorben: Der Brillenkormoran war auf der Beringinsel beheimatet, vielleicht auch auf benachbarten Inseln und an der Küste Kamtschatkas. Nachdem immer wieder Seefahrer die Vögel als Reiseproviant eingesammelt hatten, war der Vogel 1850 ausgestorben.
Viele Kormoranarten werden von der IUCN in einem Gefährdungsstatus gelistet. Dies sind:
- critically endangered (vom Aussterben bedroht)
  - Chathamscharbe; 2003 wurden nur noch 270 Paare gezählt, was ein dramatischer Einbruch gegenüber den Vorjahren ist

- endangered (stark gefährdet)
  - Pittscharbe
  - Galapagosscharbe
  - Küstenscharbe

- vulnerable (gefährdet)
  - Campbellscharbe
  - Warzenscharbe
  - Stewartscharbe
  - Aucklandscharbe
  - Sokotrakormoran
  - Bountyscharbe

Die als gefährdet gelisteten Arten hatten wahrscheinlich nie höhere Populationszahlen, leben jedoch in extrem kleinen Verbreitungsgebieten, so dass ein einziges lokales Ereignis wie eine Ölpest ihren Untergang bedeuten könnte.
Der Gemeine Kormoran ist nicht gefährdet – seine weltweite Population wird auf 1 bis 1,6 Millionen Exemplare geschätzt. Nachdem er in der Mitte des 20. Jahrhunderts durch menschliche Nachstellungen in Mitteleuropa relativ selten geworden war, haben sich seine Bestandszahlen seither wieder erholt. Vor allem Fischer fordern heute immer wieder einen Abschuss der ihrer Meinung nach überhandnehmenden Kormorane, da in Ermangelung natürlicher Fressfeinde ihre unbeschränkte Ausbreitung einen Einfluss auf Fischbestände hat. Dies ist kein rein europäisches Phänomen – in Nordamerika werden ähnliche Forderungen für die dort vorkommenden Arten gestellt.